# أمول
الأمول (الاسم العلمي: Chlorogalum) هو جنس من النباتات يتبع الفصيلة الهليونية من رتبة الهليونيات.

## أنواع الأمول
- أمول رفيع الأوراق
- أمول كبير الأزهار
- أمول صغير الأزهار
- أمول بعد ظهري
- أمول أرجواني
- أمول ليتشتليني